# Mały Serwecz (majątek w sielsowiecie Ludwinowo)
Mały Serwecz – dawny majątek. Tereny, na których był położony leżą obecnie na Białorusi, w obwodzie mińskim, w rejonie wilejskim, w sielsowiecie Ludwinowo.

## Historia
W czasach zaborów folwark w okręgu wiejskim Mały Serwecz, w gminie Serwecz, w powiecie wilejskim, w guberni wileńskiej Imperium Rosyjskiego. W 1866 roku liczył 6 mieszkańców w 1 domu. Dobra Mały Serwecz należały do Galickich.
W latach 1921–1945 folwark a następnie kolonia leżała w Polsce, w województwie wileńskim, w powiecie wilejskim, w gminie Kościeniewicze.
Według Powszechnego Spisu Ludności z 1921 roku zamieszkiwało tu 35 osób, 24 były wyznania rzymskokatolickiego a 11 prawosławnego. Jednocześnie wszyscy mieszkańcy zadeklarowali polską przynależność narodową. Były tu 4 budynki mieszkalne. W 1931 w 2 domach zamieszkiwało 21 osób.
Wierni należeli do parafii rzymskokatolickiej w Kościeniewiczach. Miejscowość podlegała pod Sąd Grodzki w Krzywiczach i Okręgowy w Wilnie; właściwy urząd pocztowy mieścił się w Kościeniewiczach.
W wyniku napaści ZSRR na Polskę we wrześniu 1939 miejscowość znalazła się pod okupacją sowiecką. 2 listopada została włączona do Białoruskiej SRR. Od czerwca 1941 roku pod okupacją niemiecką. W 1944 miejscowość została ponownie zajęta przez wojska sowieckie i włączona do Białoruskiej SRR.